# Łukasz Phạm Trọng Thìn
Św. Łukasz Phạm Trọng Thìn (wiet. Luca Phạm Trọng Thìn) (ur. ok. 1819 r. w Quần Cống, prowincja Nam Định w Wietnamie – zm. 13 stycznia 1859 r. w Nam Định w Wietnamie) – tercjarz dominikański, święty Kościoła katolickiego, męczennik.
Łukasz Phạm Trọng Thìn był synem Dominika Phạm Trọng Khảm i podobnie jak ojciec był zamożnym człowiekiem. Przez 3 lata pełnił funkcję sędziego. Został aresztowany podczas prześladowań chrześcijan w 1858 r., podobnie jak jego ojciec i rodzina. Tortury nie zmusiły go do podeptania krzyża. Został stracony 13 stycznia 1859 r. (tego samego dnia co jego ojciec). 
Dzień wspomnienia: 24 listopada w grupie 117 męczenników wietnamskich.
Beatyfikowany 29 kwietnia 1951 r. przez Piusa XII. Kanonizowany przez Jana Pawła II 19 czerwca 1988 r. w grupie 117 męczenników wietnamskich.